# ハビエル・モンサルバーチェ
ハビエル・モンサルバーチェ・バッソルズ（Xavier Montsalvatge i Bassols、1912年3月11日 - 2002年5月7日）は、スペインの作曲家。

## 人物
ジローナ出身。バルセロナ音楽院でヴァイオリンと作曲を学ぶ。スペイン内戦後の1942年から新聞で音楽評論を始め、1970年には母校の講師となり、1978年には作曲の教授となった。
作風は何度か変化を見せている。初期は十二音技法とワグネリズムから強い影響を受けていた。次に時期はアンティル諸島の音楽に影響を受けた。さらにオリヴィエ・メシアンやジョルジュ・オーリックのようなフランスの作曲家との出会いによって多調を採用するようになった。その後最終的に前衛の影響を受けた。
作品には『長靴をはいた猫』などのオペラ、インディアーノ四重奏曲などの室内楽曲、『地中海交響曲』『迷宮』などの管弦楽曲、『5つの黒人の歌』などの歌曲、映画音楽がある。